# Diocesi di Parembole di Palestina
La diocesi di Parembole di Palestina (in latino Dioecesis Parembolena o Parembolensis in Palaestina) è una sede soppressa del patriarcato di Gerusalemme e una sede titolare della Chiesa cattolica.

## Storia
Parembole di Palestina, identificabile con Bir-Ez-Zarrac'a, è un'antica sede vescovile della provincia romana della Palestina Prima nella diocesi civile d'Oriente. Faceva parte del patriarcato di Gerusalemme ed era suffraganea dell'arcidiocesi di Cesarea.
Parembole (in greco: παρεμβολή) significa "accampamento" o "campo delle tende" e fa riferimento alle tribù arabe nomadi del Medio Oriente, le quali, convertitesi al cristianesimo, furono dotate di un proprio vescovo e di proprie strutture. Nelle fonti coeve, i vescovi delle Parembole sono indicati come vescovi "degli arabi" o "dei saraceni".
Sono cinque i vescovi certi attribuibili a questa sede: Pietro I, il fondatore della diocesi, convertito da sant'Eutimio il Grande e consacrato attorno al 425 dal vescovo Giovenale di Gerusalemme, e che prese parte al concilio di Efeso del 431; Auxilao, che partecipò al brigantaggio di Efeso nel 449; Giovanni, che fu tra i padri del concilio di Calcedonia; Valente, che prese parte al concilio di Gerusalemme del 518 e Pietro II che fu a quello del 536.
Dal 1933 Parembole di Palestina è annoverata tra le sedi vescovili titolari della Chiesa cattolica; finora la sede non è mai stata assegnata.

## Cronotassi dei vescovi
- Pietro I † (circa 425 - dopo il 431)
- Auxilao † (menzionato nel 449)
- Giovanni † (menzionato nel 451)
- Valente † (menzionato nel 518)
- Pietro II † (menzionato nel 536)